# 蔣淦
蔣淦（1487年—1541年），字汝潔，號雙橋，晚年自號居易子，廣西桂林府全州石冈村人，明朝政治人物。

## 生平
正德二年（1507年）丁卯科廣西鄉試第四名舉人。正德六年（1511年）中式辛未科進士。授兵部車駕司主事，两次阅马于宣府、大同、居庸、紫荆，调武选司。明年丁外艰。嘉靖三年（1524年）升武库司员外郎，轉武選司郎中，杜绝请托，人服其公。出官嚴州府知府，母亲去世丁憂。起補惠州府知府。嘉靖十二年（1533年）陞河南左參政，後遷廣東按察使。十六年（1537年）十月升江西右布政使，再轉浙江左布政使，十八年十月擢順天府府尹，十九年九月陞工部右侍郎，二十年四月因宗庙发生火灾被免职。

## 家族
曾祖蔣仕寶；祖父蔣洪；父蔣全，曾任建德知縣。前母唐氏；母伍氏。具庆下。